# Calliptaminae
A Calliptaminae az egyenesszárnyúak (Orthoptera) rendjében a sáskafélék (Acrididae) családjának egyik alcsaládja egyetlen nemzetséggel és mintegy tucatnyi, nemzetségbe nem sorolt nemmel.

## Rendszertani felosztása az ismertebb fajokkal
Calliptamini nemzetség egyetlen nemmel:
- Calliptamus nem:
  - barbársáska (homoki olaszsáska, Calliptamus barbarus) — a magyar puszta egyik jellegzetes faja. Magyarországon védett, természetvédelmi értéke 5000 Ft
  - olasz sáska (Calliptamus italicus) — Magyarországon viszonylag gyakori
  - marokkói sáska (Calliptamus maroccanus) — Magyarországon viszonylag gyakori
  - Calliptamus plebeius
  - Calliptamus siciliae

Nemzetségbe nem sorolt nemek:
- Acorypha nem:
  - Acorypha clara
  - Acorypha glaucopsis
  - Acorypha onerosa
  - Acorypha unicarinata
- Bosumia
- Braxyxenia
- Damaracris
- Indomerus
- Palaciosa
- Paracaloptenus
- Peripolus
- Sphodromerus
- Sphodronotus
- Stobbea